# Пульковська Наталія Василівна
Наталія Василівна Пульковська (нар. 4 червня 1988) — українська борчиня вільного стилю, срібна призерка чемпіонату Європи, разова срібна та разова бронзова призерка Європейських ігор, бронзова призерка Кубку світу, бронзова призерка чемпіонату світу серед студентів. Майстер спорту України міжнародного класу з боротьби вільної

## Життєпис
Боротьбою почала займатися з 2001 року. У 2006 році завоювала срібну медаль чемпіонату світу серед юніорів. Наступного року стала чемпіонатів Європи серед юніорів.
Виступала спортивне товариство «Освіта» Коломия та «Колос» Хмельницька область. Тренери — Олександр Єжов, Віталій Футумайчук.

## Спортивні результати на міжнародних змаганнях

### Виступи на Чемпіонатах світу
| Змагання                        | Збірна  | Вагова категорія          | Місце |
| ------------------------------- | ------- | ------------------------- | ----- |
| Чемпіонат світу з боротьби 2006 | Україна | жіноча боротьба, до 48 кг | 7     |
| Чемпіонат світу з боротьби 2014 | Україна | жіноча боротьба, до 48 кг | 15    |
| Чемпіонат світу з боротьби 2015 | Україна | жіноча боротьба, до 48 кг | 7     |

### Виступи на Чемпіонатах Європи
| Змагання                         | Збірна  | Вагова категорія          | Місце  |
| -------------------------------- | ------- | ------------------------- | ------ |
| Чемпіонат Європи з боротьби 2014 | Україна | жіноча боротьба, до 48 кг | Срібло |

### Виступи на Кубках світу
| Змагання                    | Збірна  | Вагова категорія          | Місце  |
| --------------------------- | ------- | ------------------------- | ------ |
| Кубок світу з боротьби 2010 | Україна | жіноча боротьба, до 48 кг | Бронза |

### Виступи на Чемпіонатах світу серед студентів
| Змагання                                        | Збірна  | Вагова категорія          | Місце  |
| ----------------------------------------------- | ------- | ------------------------- | ------ |
| Чемпіонат світу з боротьби серед студентів 2010 | Україна | жіноча боротьба, до 48 кг | Бронза |

### Виступи на інших змаганнях
| Змагання                                                       | Збірна  | Вагова категорія          | Місце  |
| -------------------------------------------------------------- | ------- | ------------------------- | ------ |
| Київський Міжнародний турнір з боротьби 2011                   | Україна | жіноча боротьба, до 48 кг | Срібло |
| Золотий Гран-прі з боротьби 2012 (Баку)                        | Україна | жіноча боротьба, до 48 кг | Срібло |
| Вогні Москви 2012                                              | Україна | жіноча боротьба, до 48 кг | Золото |
| Київський Міжнародний турнір з боротьби 2013                   | Україна | жіноча боротьба, до 48 кг | 7      |
| Вогні Москви 2013                                              | Україна | жіноча боротьба, до 48 кг | Срібло |
| Турнір Олександра Медведя 2014                                 | Україна | жіноча боротьба, до 48 кг | Бронза |
| Золотий Гран-прі з боротьби 2014 (Баку)                        | Україна | жіноча боротьба, до 48 кг | 7      |
| Турнір Дана Колова — Николи Петрова 2015                       | Україна | жіноча боротьба, до 48 кг | Срібло |
| Відкритий чемпіонат Польщі з боротьби 2015                     | Україна | жіноча боротьба, до 48 кг | Срібло |
| Турнір Дана Колова — Николи Петрова 2016                       | Україна | жіноча боротьба, до 48 кг | Золото |
| Київський Міжнародний турнір з боротьби 2016                   | Україна | жіноча боротьба, до 48 кг | Бронза |
| Олімпійський кваліфікаційний турнір з боротьби 2016 (Зренянин) | Україна | жіноча боротьба, до 48 кг | Бронза |
| Олімпійський кваліфікаційний турнір з боротьби 2016 (Стамбул)  | Україна | жіноча боротьба, до 48 кг | 5      |

### Виступи на змаганнях молодших вікових груп
| Змагання                                       | Збірна  | Вагова категорія          | Місце  |
| ---------------------------------------------- | ------- | ------------------------- | ------ |
| Чемпіонат Європи з боротьби серед кадетів 2004 | Україна | жіноча боротьба, до 46 кг | 5      |
| Чемпіонат Європи з боротьби серед юніорів 2005 | Україна | жіноча боротьба, до 48 кг | 10     |
| Чемпіонат світу з боротьби серед юніорів 2006  | Україна | жіноча боротьба, до 48 кг | Срібло |
| Чемпіонат Європи з боротьби серед юніорів 2007 | Україна | жіноча боротьба, до 48 кг | Золото |
| Чемпіонат світу з боротьби серед юніорів 2007  | Україна | жіноча боротьба, до 48 кг | 10     |
| Чемпіонат світу з боротьби серед юніорів 2008  | Україна | жіноча боротьба, до 51 кг | 7      |